# Gruppo di NGC 1550
Il Gruppo di NGC 1550 comprende almeno otto galassie situate nella costellazione del Toro.
La distanza media tra il centro di massa di questo gruppo e la nostra Via Lattea è di circa 168 milioni di anni luce (51,4 Mpc).

## Membri
I membri del Gruppo di NGC 1550 indicati nell'articolo di Garcia del 1993, sono riportati nella tabella sottostante.
| Nome      | Classificazione | Tipo                        | RA (J2000.0)  | DEC (J2000.0) | Velocità radiale (km/s) | Magnitudine apparente | Distanza (Mpc) | Dimensioni (kal) |
| --------- | --------------- | --------------------------- | ------------- | ------------- | ----------------------- | --------------------- | -------------- | ---------------- |
| NGC 1542  | Sab             | Spirale                     | 04h 17m 14.2s | 04° 46′ 54″   | 3705 ± 8                | 13,9                  | 53,3 ± 3,7     | 94               |
| NGC 1550  | SA0^-(s)?       | Lenticolare                 | 04h 19m 37.9s | 02° 24′ 34″   | 3718 ± 17               | 12,0                  | 53,6 ± 3,8     | 131              |
| UGC 2994  | SAdm?           | Spirale magellanica         | 04h 14m 23.4s | 02° 43′ 53″   | 3319 ± 3                | 14,3                  | 47,6 ± 3,3     | 78               |
| UGC 2998  | SB(rs)b         | Spirale barrata             | 04h 16m 34.3s | 02° 45′ 33″   | 3349 ± 6                | 13,1                  | 48,1 ± 3,4     | 79               |
| UGC 3002  | SBcd?           | Spirale barrata             | 04h 16m 54.5s | 03° 05′ 49″   | 3565 ± 6                | 12,79                 | 51,3 ± 3,6     | 60               |
| UGC 3004  | SB?             | Spirale barrata             | 04h 17m 19.0s | 02° 26′ 00″   | 3571 ± 5                | 13,7                  | 51,4 ± 3,6     | 76               |
| UGC 3010* | SBcd?           | Spirale barrata             | 04h 18m 58.2s |               | 3865 ± 2                | 14,7                  | 55,7 ± 3,9     | 62               |
| PGC 14744 | SB(s)m          | Spirale barrata magellanica | 04h 15m 20.1s | 00° 57′ 58″   | 3511 ± 4                | 15,4241               | 50,4 ± 3,5     | 68               |

- Secondo il sito NASA/IPAC, UGC 3010 è una galassia di campo, cioè non appartiene a nessun gruppo o ammasso di galassie; è quindi gravitazionalmente isolata e non dovrebbe entrare in questa lista.[5]

Il sito DeepskyLog permette di trovare agevolmente le costellazioni in cui sono situate le galassie; in alternativa si possono utilizzare le coordinate delle galassie per individuarle. Se non altrimenti indicato, le coordinate sono quelle fornite dal sito NASA/IPAC (National Aeronautics and Space Administration / Infrared Processing and Analysis Center).